# Aedes mathesoni
Aedes mathesoni är en tvåvingeart som beskrevs av Middlekauff 1944. Aedes mathesoni ingår i släktet Aedes och familjen stickmyggor. Inga underarter finns listade i Catalogue of Life.